# Éric Thomas
 (février 2015).
Si vous disposez d'ouvrages ou d'articles de référence ou si vous connaissez des sites web de qualité traitant du thème abordé ici, merci de compléter l'article en donnant les références utiles à sa vérifiabilité et en les liant à la section « Notes et références ».
Éric Thomas est un comédien et humoriste français né le 22 mars 1957 à Belfort. Il se rend célèbre par l'émission produite par Guy Lux La Classe sur FR3, et par l'émission belge Bon week-end sur la RTBF. Éric Thomas s'est produit entre autres sur le Festival Youhumour à Saint-Orens-de-Gameville.
Auteur de sketches et metteur en scène de théâtre, il travaille sur plusieurs tableaux, autant devant les projecteurs que dans l'ombre.

## Filmographie

### Cinéma
- 1986 : Hurly-burly de Shellale
- 1986 : Le bonheur se porte large d'Alex Métayer
- 1989 : Hiver 54, l'abbé Pierre de Denis Amar
- 1990 : Jean Galmot, aventurier d'Alain Maline
- 1991 : Merci la vie de Bertrand Blier
- 1991 : Une époque formidable... de Gérard Jugnot
- 1993 : Toxic Affair de Philomène Esposito
- 1995 : Les 2 Papas et la Maman de Jean-Marc Longval
- 1996 : Fallait pas !... de Gérard Jugnot
- 1997 : Le Cousin d'Alain Corneau
- 2005 : Les Parrains de Frédéric Forestier : Maître Gatin
- 2007 : Dialogue avec mon jardinier de Jean Becker : le dentiste
- 2008 : Astérix aux Jeux olympiques de Frédéric Forestier : Abraracourcix
- 2010 : L'Homme qui voulait vivre sa vie d'Éric Lartigau
- 2010 : Amélie au pays des Bodin's d'Éric Le Roch : Monsieur Delahayes
- 2012 : Une nuit de Philippe Lefebvre

### Courts métrages
- 1985 : Paris New york de Marc Fuentes - Premier rôle
- 1993 : Paranoïa de Frédéric Forestier et Stéphane Gateau - Premier rôle avec Jean Reno
- 2004 : Une vie en l'air d'Emmanuel Malka

### Télévision
- 1988 : Palace (série télévisée) de Jean-Michel Ribes : le client marseillais
- 1991 : Cas de divorce (série télévisée) : Georges Voline
- 1991 : Papy super star (téléfilm) de Serge Pénard : Patrick
- 1992 : Adagio d'Aboretti de Serge Pénard : l'imprésario
- 1992 : Maigret (série télévisée) - Maigret et la maison du juge de Bertrand Van Effenterre : l’inspecteur Méjat
- 1992 : Les grumos sur France 2, Éric Thomas et Fabrice de Costil
- 1992 : Piaf : Une brève rencontre de Michel Wyn
- 1995 : Filles à papa (série télévisée) de Philippe Roussel, Georges Bensoussan, Emmanuel Fonlladosa - Premier rôle (40 épisodes)
- 1995 : Les Bœuf-carottes (série télévisée) de Denis Amar
- 1998 : Max et associés de Philippe Bérenger - Une affaire de cœur
- 1999 : Léon Duras Chroniqueur mondain (série télévisée) de R. Guyard : rédacteur en chef (40 épisodes)
- 1999 : Les Monos (série télévisée) de José Pinheiro - La Meute
- 2000 : Les Cordier, juge et flic (série télévisée) de Paul Planchon : inspecteur Versailles
- 2000 : Joséphine, ange gardien (série télévisée) de Philippe Monnier
- 2002 : Commissariat Bastille (série télévisée) de Jean-Marc Seban
- 2003 : Caméra Café (série télévisée) d'Yvan Le Bolloc'h et Bruno Solo
- 2003 : Justice pour tous (série télévisée) de Patrick Poubel
- 2004 : Les hyènes (émission) sur France 2, interviews humoristiques écrits par Éric Thomas
- 2004 : Alice Nevers : Le juge est une femme (série télévisée) de Patrick Poubel : Bronek
- 2005 : Faites comme chez vous ! (série télévisée) de Pascal Heylbroeck
- 2005 : Sauveur Giordano (série télévisée) de Patrick Poubel - Présumé coupable : Gérard Marcial
- 2006 : L'Affaire Pierre Chanal (téléfilm) de Patrick Poubel : juge d’instruction
- 2008 : Sa raison d'être (téléfilm) de Renaud Bertrand : Michalon
- 2008 : Central Nuit (série télévisée) d'Olivier Barma : Gardien Ramon
- 2009 : Profilage (série télévisée) d'Éric Summer
- 2010 : Douze hommes en colère (téléfilm) de Dominique Thiel
- 2013 : Falco (série télévisée) de Marwen Abdallah
- 2017 : Scènes de ménages : un ami de Camille et Philippe

## Théâtre/radio
- 1993 : Le Cercle des menteurs de Christian Sinniger
- 1993 : La Ronde d'Arthur Schnitzler mes de Yvan Garouel
- 1993 : Le Legs de Marivaux mes de Serge Dangleterre
- 2000 : La Farce enfantine de la tête du dragon de Ramón María del Valle-Inclán, mes de Jean-Luc Revol
- 2002 : Les Muses orphelines de Michel Marc Bouchard, mes d'Éric Thomas
- 2003 : Jeux de mains de Génestia Giachino, mes de Michel Alban
- 2009 : Douze hommes en colère de Reginald Rose, mes de Stéphan Meldegg
- 2010 : La Porte d'Antoine Séguin d'après Klaus Von Krup, mes d'Antoine Séguin
- 2012 : Peter Pan et le pays imaginaire de Jean-Michel Dagory et Jessica Goldman, mes d'Éric Thomas
- Putinkon spectacle de café-théâtre autour d'un personnage haut en couleur qui s'exprime avec l'accent du Sud-Ouest. Il en donne des extraits le midi sur France Inter dans les années 1985 dans une émission humoristique réalisée par Daniel Mermet Bienvenue à bord du Titanic (dont les enregistrements ont lieu le samedi après-midi au Café de la Gare, et où l'entrée est gratuite pour ceux qui se présentent avec une passoire sur la tête). Il existe un CD produit produit par Epsilon et Polygram.
- Il monte sur scène dans Appart'Open, une création aux côtés de Laëtitia Llop et Nathalie Lefèvre, mise en scène par Frédéric Forestier, d'abord au théâtre d'Edgar en 2010, puis au théâtre BO St Martin en 2012 et en tournée avec Appart'Open aux côtés de Laëtitia Llop et Indra, puis avec Ma femme s'appelle Maurice en compagnie d'Évelyne Leclercq et Indra en 2013.
- Pendant deux ans, il est sociétaire du théâtre des Deux Ânes aux côtés de Jean Roucas et Jacques Maillot.
- Il est le créateur avec Laëtitia Llop du Cabaret des Arcandiers.
- Le 2 février 2015, il intègre les Grosses Têtes avec Laurent Ruquier.